# Université Kettering
L’université Kettering (en anglais : Kettering University) est une université américaine située à Flint dans le Michigan.

## Histoire
Fondé le 20 octobre 1919 sous le nom de « The School of Automobile Trades », l’établissement fut racheté par General Motors le 12 juillet 1926 et rebaptisé General Motors Institute of Technology. L’université prit son nom actuel le 1er janvier 1998 en l’honneur de Charles Franklin Kettering, un inventeur, ingénieur et homme d’affaires américain.

## Étudiants notables
- Mary Barra (1985), directrice générale de General Motors ;
- Michael Burns (1975), ancien directeur général de Dana Corporation ;
- Stanley O'Neal (1974), ancien PDG de Merrill Lynch de 2002 à 2007 ;
- Dave Schlotterbeck (1970), ancien directeur général de Cardinal Health ;
- Donald J. Almquist (1955), ancien PDG de Delco Electronics ;
- Pete Estes (en) (1938), 15e président de General Motors ;
- Edward Nicholas Cole (1933), ancien président de General Motors.